# Terry McLaughlin
Terence "Terry" McLaughlin (Toronto, 24 de julho de 1956) é um velejador canadense, medalhista olímpico. Ele competiu nos Jogos Olímpicos de Verão de 1984 na classe Flying Dutchman e conquistou a medalha de prata, ao lado de Evert Bastet.
McLaughlin comandou sem sucesso o Canada One na Louis Vuitton Cup de 1983 que determinou o desafiante à Copa América. Ele venceu a série de match-racing da York Cup cinco vezes. Além disso, foi premiado com o Rolex Sailor of the Year de 2001 e 2013.